# 13232 Prabhakar
13232 Prabhakar è un asteroide della fascia principale. Scoperto nel 1998, presenta un'orbita caratterizzata da un semiasse maggiore pari a 2,4133070 au e da un'eccentricità di 0,1992299, inclinata di 5,28111° rispetto all'eclittica.